# Храстовець-Топлицький
Храстовець-Топлицький (хорв. Hrastovec Toplički) — населений пункт у Хорватії, в Вараждинській жупанії у складі міста Вараждинське Топлиці.

## Населення
Населення за даними перепису 2011 року становило 176 осіб.
Динаміка чисельності населення поселення:

## Клімат
Середня річна температура становить 10,09 °C, середня максимальна – 23,90 °C, а середня мінімальна – -5,87 °C. Середня річна кількість опадів – 869 мм.
| Клімат поселення                              | Клімат поселення | Клімат поселення | Клімат поселення | Клімат поселення | Клімат поселення | Клімат поселення | Клімат поселення | Клімат поселення | Клімат поселення | Клімат поселення | Клімат поселення | Клімат поселення | Клімат поселення |
| Показник                                      | Січ.             | Лют.             | Бер.             | Квіт.            | Трав.            | Черв.            | Лип.             | Серп.            | Вер.             | Жовт.            | Лист.            | Груд.            |                  |
| Середній максимум, °C                         | 5,75             | 7,46             | 11,78            | 15,90            | 20,85            | 23,90            | 23,25            | 22,75            | 18,76            | 13,86            | 8,28             | 4,29             |                  |
| Середня температура, °C                       | −0,07            | 1,65             | 5,98             | 10,09            | 15,03            | 18,08            | 19,78            | 19,25            | 15,26            | 10,38            | 4,78             | 0,80             |                  |
| Середній мінімум, °C                          | −5,87            | −4,16            | 0,15             | 4,28             | 9,22             | 12,27            | 16,30            | 15,77            | 11,79            | 6,90             | 1,30             | −2,68            |                  |
| Норма опадів, мм                              | 44               | 45               | 56               | 68               | 75               | 100              | 86               | 89               | 83               | 82               | 80               | 61               |                  |
| Середньомісячна швидкість вітру, м/с          | 2.06             | 2.29             | 2.63             | 2.60             | 2.42             | 2.15             | 2.10             | 1.90             | 1.93             | 2.02             | 2.14             | 2.13             |                  |
| Середньомісячна сонячна радіація, кДж/м²·день | 4074             | 6811             | 10570            | 14916            | 19027            | 20871            | 21603            | 18826            | 13952            | 8681             | 4584             | 3308             |                  |
| --------------------------------------------- | ---------------- | ---------------- | ---------------- | ---------------- | ---------------- | ---------------- | ---------------- | ---------------- | ---------------- | ---------------- | ---------------- | ---------------- | ---------------- |
| Джерело:                                      |                  |                  |                  |                  |                  |                  |                  |                  |                  |                  |                  |                  |                  |